# Augustus Hill
Augustus Hill è uno dei personaggi principali della serie TV statunitense Oz, interpretato da Harold Perrineau. È inoltre il narratore di ogni episodio, che inaugura con delle riflessioni sulla vita carceraria e non; e presenta i singoli detenuti del carcere.

## Storia del personaggio
Augustus Hill è il detenuto numero 95H522, condannato il 6 novembre del 1995 per possesso di sostanze stupefacenti e omicidio di secondo grado al carcere a vita, con possibilità di libertà vigilata non prima di vent'anni.
Addestrato dal suo padrino Burr Redding, Hill ha iniziato a vendere ed usare droga sin da ragazzo. Nel 1995, una squadra SWAT riceve una soffiata su di lui e irrompe a casa sua mentre aveva un rapporto sessuale con la moglie. Scappa dalla finestra e spara ad un poliziotto, uccidendolo. Una volta catturato viene lanciato giù dal tetto e rimane paralizzato dalla vita in giù.
In prigione rimane una figura neutra, prima dell'entrata di Redding. Usa una sedia a rotelle, fa parte dei cosiddetti Altri, lottando per evitare compromessi e cercando di restare vivo nel penitenziario di massima sicurezza di Oswald. Nella quinta stagione si sacrifica per salvare Redding, ma continua ad essere presente come narratore nella stagione successiva.

### Stagione 1
Hill è uno dei detenuti del Paradiso, sta sulla sedia a rotelle senza avere niente a che fare con gli altri carcerati che entrano nelle varie gang. Lavora nella sartoria con Bob Rebadow e Tobias Beecher, anche se odia quest'ultimo in quanto era un avvocato. Prima che fossero eliminate le visite coniugali, aveva rapporti sessuali con la propria moglie senza sentire nulla poiché paraplegico.
Augustus segue il programma di riabilitazione di sorella Peter Marie, ma quando il suo idolo dell'NBA Jackson Vahue arriva ad Oz, ricade nell'uso di stupefacenti. Hill ammira un detenuto che suona il violoncello, ma durante la rivolta costui viene accoltellato e Hill costringe Vahue a portarlo in salvo, in quanto è in debito con lui.

### Stagione 2
Una volta tornato in Paradiso, dopo essere stato tra i normali, Hill viene classificato come facente parte degli "Altri" e non degli "Zombie", ossia i gangster neri del Paradiso. Dorme nell'acquario con Beecher, ma poiché quest'ultimo aveva staccato a morsi parte del glande di Robson, non riesce a chiudere occhio proteggendosi di continuo i genitali. Augustus rappresenta gli Altri quando ci sono le riunioni coi detenuti e quando viene a sapere che il giudice che l'ha incarcerato prendeva tangenti, chiede a Kareem Said di fargli da avvocato e tentare di rimetterlo in libertà. Purtroppo la difesa non accoglie il ricorso di Hill e la libertà gli viene negata; frustrato, passa il tempo a tentare fughe dalla prigione.

### Stagione 3
Hill viene a sapere da Malcolm Coyle che questi ha ucciso per divertimento un'intera famiglia e viene convinto da Said a fargli un video in cui confessa il tutto e dare il nastro a Glynn. Wangler vuole vendicare l'amico e uccidere Hill, ma gli altri gruppi sostengono Augustus e si uniscono per proteggerlo, mentre Antonio Nappa si occupa dell'uccisione di Coyle. Quando Simon Adebisi torna a guidare gli Zombie fa sì che le tensioni razziali prendano piede e, d'accordo con Augustus, gli dà una rivista pornografica che costa ad Hill il soggiorno in buca.

### Stagione 4
Dopo tre settimane in buca, Hill torna in Paradiso e fa da sponsor a Desmond Mobay, uno spacciatore giamaicano che in realtà è un poliziotto sotto copertura. Mentre riceve la visita della moglie, Augustus riconosce la fidanzata di Mobay e si ricorda che era uno dei poliziotti che l'avevano arrestato la notte in cui divenne paralitico. Mobay chiede poi ad Hill di aiutarlo ad uccidere un altro detenuto; Augustus rifiuta, ma viene manipolato dal compagno d'acquario affinché faccia da esca per uccidere Bruno Goergen, un ex poliziotto arrestato per corruzione che minacciava di rivelare la sua vera identità. Alla fine Hill dice a Mobay di averlo riconosciuto e che lo considera alla stregua di tutti gli altri detenuti; il poliziotto lo getta giù dalla sedia e lo picchia, prima di consegnarsi alla giustizia.
Ora che il Paradiso è tornato nelle mani di McManus, il nuovo capo degli zombie è Poeta, ma presto viene rimpiazzato da Redding che prende con sé anche Augustus e lo aizza contro Supreme Allah, rivelando che è stato lui ad informare i poliziotti la notte in cui Hill fu arrestato. Quest'ultimo tenta di attaccare Supreme sotto la doccia, ma viene scaraventato a terra e preso a calci al punto da finire in infermeria. Tuttavia, quando Redding organizza l'uccisione di tutti i suoi rivali, Hill decide di avvertire gli AC per evitare che tante persone muoiano. A questo punto Redding caccia Augustus dagli Zombie, e questo viene affiancato da Supreme Allah per convincerlo a vendicarsi del padrino. Hill sa che Supreme mente e si informa sul suo stato di salute, venendo a sapere che è allergico alle uova. Chiede così a Poeta di mettere una grossa quantità di uova nel cibo di Supreme Allah, che così muore in mensa. Redding chiede a Hill di riunirsi agli Zombie, ma quest'ultimo declina, dicendo che gli basta avere il suo rispetto.

### Stagione 5
Hill è in attesa della visita di sua madre, che però muore in un incidente e quindi la depressione, patita anche per aver saputo che Annabella vuole divorziare, lo porta ad assumere una forte dose di eroina che lo manda in infermeria. A dargli la droga è stato Poeta, ma sapendo che Redding vuole uccidere il responsabile della vendita, Augustus decide di tenere l'informazione per sé. Intanto Redding aveva fatto uccidere uno degli italiani, cosicché Frank Urbano per vendicarsi tenta di accoltellare Redding, ma l'intervento di Augustus salva il padrino a costo della propria vita. Le sue ultime parole furono "Riesco a sentire le gambe".
Nella sesta stagione si scopre che Augustus aveva scritto una biografia della sua vita in carcere, che desiderava pubblicare postuma.